# Urso (cultura gay)

Bandeira Internacional da Comunidade Ursina

Urso é uma subcultura da comunidade gay com eventos, códigos e identidade específica. Urso também é uma descrição de um tipo físico de homens.
O conceito de urso é tipicamente atribuído a homens com corpo peludo e barba. Alguns projetam uma imagem masculina de aparência bruta, porém nada disso é requisito ou indicadores únicos. Um urso funciona como uma identidade, uma inscrição e até um estilo de vida, e ainda existem debates nas comunidades ursinas sobre o que constitui um urso. Há ainda aceitação maior de tatuagens e piercing nas comunidades ursinas, entretanto, a questão principal da comunidade ursina reside na aceitação corporal em oposição aos ideais de beleza (homens magros e sem pelos) difundidos pela comunidade gay mainstream que incorporou em vários aspectos os ideais da cultura heteronormativa.

## Origens
Urso é uma referência metafórica, na comunidade gay, ao animal do mesmo nome com notáveis características semelhantes. Dizem que esta análise deve seu inicio à uma publicação feita por George Mazzei à uma revista LGBT americana, The Advocate, em 1979. No artigo, intitulado "Quem é quem no Zoológico?", o autor relaciona o homem a diversos animais, incluindo o Urso. O urso é gordo, peludo, musculoso e destemido, e da conciliação destas qualidades surge o cerne do conceito de Urso.
Não é coincidência que ursos são normalmente muito semelhantes à aparência do ideal do norte-americano de lenhador. Lenhadores frequentemente encontram ursos e os dois sempre foram associados entre si. Lenhadores foram romantizados na cultura gay muito antes da chegada do conceito de Urso, e o conceito de Urso mantém fortes os traços desse ideal mais antigo. Os homens gay recorrem ao lenhador ao seu nível estético, mas também pela razão de sua homossocialidade. Por serem uma classe operária, e por seu isolamento da sociedade urbana (e, consequentemente, da cultura gay principal) despertou uma fantasia de segredo e libertação, com uma definição norte-americana bucólica e rural.
A auto-identificação dos gays como os ursos surgiu em São Francisco na década de 1980 como uma vertente do gay motociclista e depois o couro e comunidades "girth and mirth" (Cintura e alegria, uma outra subcultura da comunidade gay de gordos e obesos). Ela foi criada por homens que sentiram que a cultura gay principal não aceitava muito bem homens que não se enquadravam no estereótipo twink (jovem e sem pelos). Além disso, muitos homens gays na América rural nunca se identificaram com o estilo de vida urbano estereotipado, e foram à procura de uma alternativa que mais se semelhante à imagem americana de homem trabalhador.

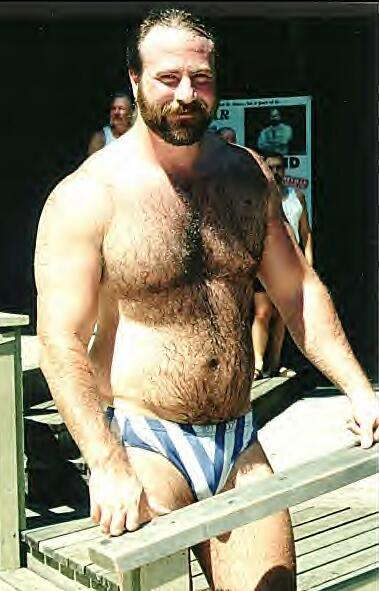
Jack Radcliffe, ator pornô urso

 Richard Bulger, editor, e seu parceiro, Chris Nelson, deram início a revista Bear Magazine - que originalmente era um panfleto fotocopiado - em seu apartamento em São Francisco em 1987. Por um período de cinco anos, a revista cresceu a uma distribuição internacional em formato envernizado, mas intencionalmente mantendo o visual da fotografia preto e branco. Sua companhia, Brush Creek Media Inc., obteve o registro do nome "Bear" para a revista masculina em 1991. Homens barbados, rurais e de classe operária eram idolatrados na revista.
A subcultura ursina passou a fazer uso da Internet. Homens gays que não se sentiam bem-vindos nos encontros gays locais (ou aqueles que só queriam uma ligação rápida) encontraram acesso fácil e aceitação de pessoas semelhantes online. Esses homens se tornaram os primeiros adeptos de comunidades ursinas.
A comunidade de Ursos se espalhou por todo o mundo, com clubes de Ursos em muitos países. Clubes de Ursos muitas vezes servem como redes sociais e sexuais dos coroas, dos peludos e dos gordinhos. Seus membros muitas vezes contribuem para as suas comunidades gay locais através de fundos ou outras funções.
A comunidade gay de Ursos constitui um nicho especial de mercado comercial. Oferece camisetas e outros acessórios assim como calendários e filmes pornô e revistas destacando ícones Ursos como, por exemplo, Jack Radcliffe.
Como mais homens gays têm se identificados como Ursos, mais bares têm se tornados receptivos a esse público. Alguns bares atendem especificamente a fregueses Ursos. Como os Ursos se tornaram mais comuns na mais ampla cultura gay, e mais homens gays se identificam como Ursos, os Ursos agora são uma comunidade relevante na ampla comunidade da gay.

## No Brasil
O ideal de Urso chegou ao Brasil no final da década de 90, formando seus primeiros clubes na cidade de São Paulo, Rio de Janeiro, Belo Horizonte, Brasília e Recife. Hoje a ideia já esta bem difundida em diversos estados brasileiros como uma subcultura do movimento gay.
Os Ursos do Rio de Janeiro foram o primeiro grupo brasileiro a ser fundado e organizar os primeiros encontros entre ursos e simpatizantes, em 1995.

## Terminologia

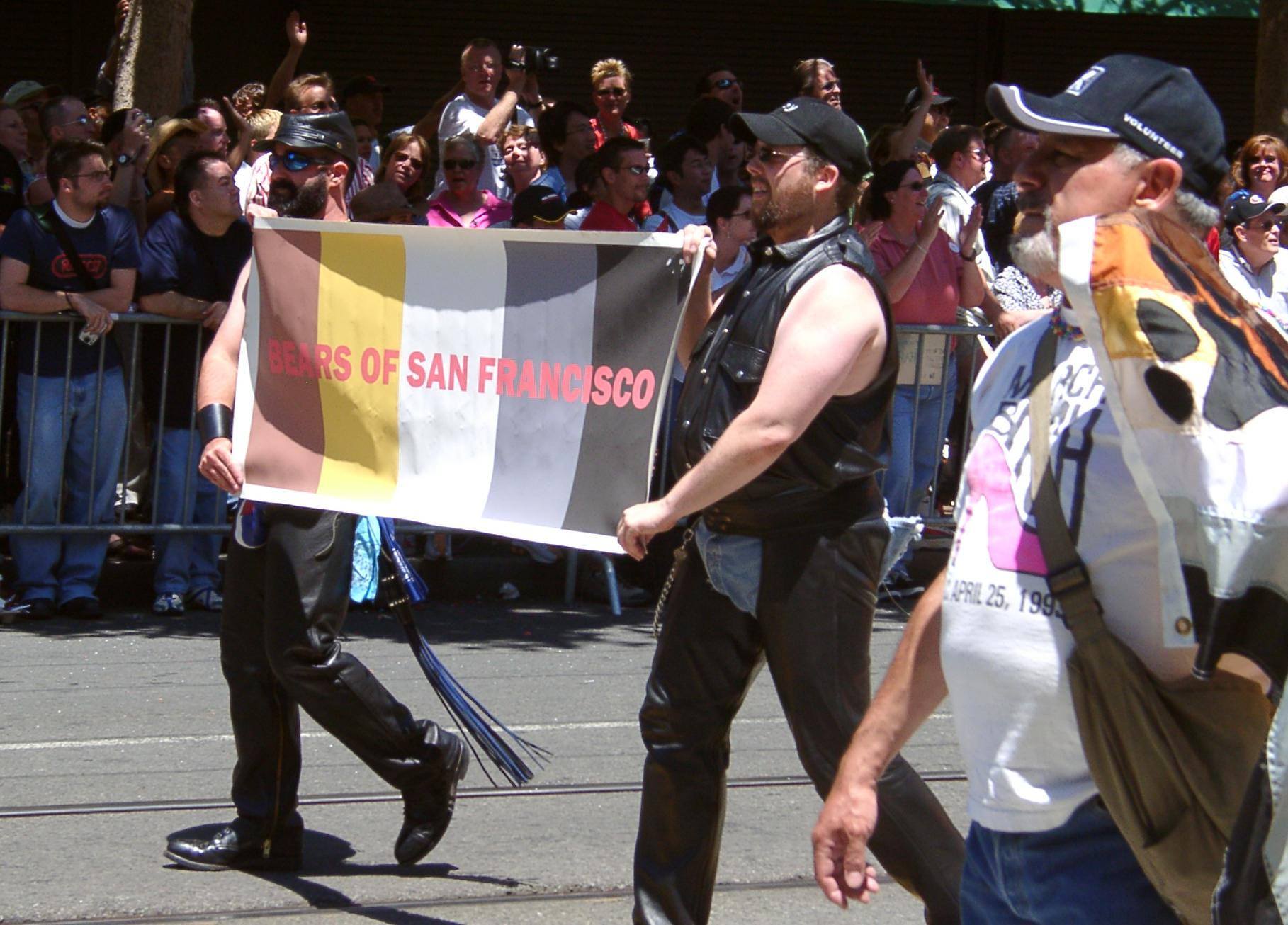
Grupo de ursos na Parada Gay de São Francisco na Califórnia em 2004

Dentro da definição geral do que é um Urso, que é a mais importante de ser entendida e assumida, foi aparecendo um conjunto de categorias e termos que servem essencialmente para distinguir os Ursos de acordo com o aspecto físico ou com a suas preferências:
- Urso (Bear) - Um homem com barba ou cavanhaque, de peito e corpo peludo e corpulento; frequentemente adulto (ou com a aparência de mais velho). A definição exata do que é um Urso depende de pessoa para pessoa. A lista torna possível encontrar uma opinião pessoal sobre o que realmente é um Urso.
- Filhote (Cub) - Um jovem (ou com aparência jovem), geralmente ainda sem barba ou sem barba completa, que possa ou não já possuir aspectos como corpo e altura características, não sendo uma regra, e que se identifique com a cultura ou sinta atração por outros Bears.[7] Aplica-se também a Ursos sem experiência ou submissos que apreciam a companhia de Ursos mais velhos.
- Chubbie Bear / Big Bear / Chub - Do inglês, fofinho, é um termo para homens com peso corporal elevado e com uma barriga proeminente, considerados obesos. Apesar de alguns Chubbies serem Ursos e identificarem-se com a comunidade, existem outros que não o são. As comunidades de Ursos e Chubbies, "Girth and Mirth", têm as suas particularidades e podem ser muito diferentes em alguns aspectos.
- Lontra (Otter) - Homens que são geralmente peludos, possuem barba e que não são corpulento, podendo possuir corpo magro ou até musculoso, mas não são gordos.[8]
- Admirador / Perseguidor / Caçador (Admirer / Chaser / Hunter) - Termos que se referem aos homens que não possuem nenhum dos traços de Ursos e/ou que não se identificam com a cultura, mas são sexualmente ou emocionalmente atraídos por Ursos. O termo, mesmo que não sendo usado pela pessoa para se definir, é usado por outros ursos para defini-la.
- Ursófilo - Possui o mesmo significado que Admirer, Chaser ou Hunter, mas para jovens.
- Muscle Bear - Urso bem musculoso. Possuem também gordural corporal, fazendo as proporções corpóreas ficarem ainda     maiores. Não devem ser confundidos com Lontras, que, como explicado acima, apesar de musculosos tendem a serem magros.
- Leather Bear - Um Urso que também se assume como Leather. Geralmente usa roupa e acessórios típicos da comunidade Leather.
- Urso de bolso (Pocket Bear) - Ursos de pequena estatura, geralmente abaixo de 1,70m, mas por essa ser uma altura comum as vezes se considera abaixo dos 1,60m.
- Behr - São aqueles que não têm algumas das características físicas tradicionais de um Urso mas que se identifica como tal. (Podem ter poucos ou nenhum pelo ou ter apenas bigode ao invés de barba completa.)
- Bruin - Urso com constituição atlética, que pratica desportos de contato físico.
- Daddy / Silver Daddy - Não confundir com o termo Sugar Daddy, são homens mais maduros que não se identificam como Ursos, mas tem tipo físico parecido com o padrão do "chefe de família", másculo e com olhar paterno.
- Coala (Koala Bear) - Urso com o cabelo e pelos corporais louros. Esse nome se originou com Ursos de origem australiana, onde essas características são mais comuns.
- Panda (Panda Bear) - Termo utilizado para Ursos de etnia asiática, independente de sua descendência.[9] Nem todos que se encaixam nesse termo são a favor do mesmo, por se sentirem, em alguns casos, ofendidos.
- Urso Negro (Black Bear) - Urso de etnia negra. Pelos mesmo motivos raciais que os Pandas, nem todos que se encaixam nesse termo são a favor do mesmo, por se sentirem, em alguns casos, ofendidos.
- Urso Pardo (Grizzly Bear) - São Ursos corpulentos, bem proporcionados e peludos. Não necessariamente gordos. Categoria um pouco complicada de se discutir.
- Urso Polar (Polar Bear) - Ursos mais velhos, sem idade fixa, que têm o cabelo e pelo corporal branco ou grisalho.[9]
- Older - Homens bem mais maduros, com idades acima dos 60 anos, mas que não necessariamente possuem cabelo ou pelo corporal branco ou grisalho.
- Users Radicais Sem Organização ou URSO (letras maiúsculas) / Cheater - Grupo de jovens homossexuais de alma rebelde que gostam de Ursos mais experientes. Relacionam-se de modo independente em relação aos parceiros e normalmente mantêm várias relações paralelas. Também são conhecidos por ursos cheaters.
- Hirsute - Urso com uma quantidade excepcional de pelo corporal.
- Ursula (Lesbian Bear) - Sendo a unica categoria atribuída a mulheres dentro da cultura Bear, Ursulas são lésbicas que geralmente possuem aparência "masculinizada", acima do peso e/ou musculosa. Algumas, não todas, resistem em se depilar. Geralmente usam roupas de couro e jeans.[10]
- Caminhoneiro (Trucker) e Lenhador (Lumberjack) - São termos que não estão literalmente ligados com a prática dessas profissões e também não são termos de identificação como os acima. São, em geral, designados como adjetivos à Ursos que possuem semelhanças com os estereótipos de Caminhoneiro ou Lenhador, ambos geralmente são ligados à Muscle Bears, sendo que as vezes os Caminhoneiros podem ser mais "parrudos".
- Arctofilo - Assumidamente "amigo" de Ursos.
- Bear Code (Código Ursino) - É um código usado principalmente nas listas de contatos de alguns sites para descrever de uma forma rápida as características físicas de cada urso que se apresenta a essa lista.
- Bearcontro - Como ficaram conhecidos os encontros de ursos, em diversas cidades brasileiras.
- Woof - Termo usado nas saudações entre Ursos. A um Urso particularmente interessante chama-se Woofy.
- Grr - Diferentemente da onomatopeia que significa ódio ou repulsa, na cultura Bear geralmente é usada como um termo para quando se há interesse sexual.
- Caverna/Gruta (Cave/Den) - Locais de encontro de Ursos.